# EMD GP18
A EMD GP18 é uma locomotiva diesel-elétrica de 4 eixos construída pela Electro-Motive Diesel entre dezembro de 1959 e Novembro de 1963. 
Foram construídas 405 locomotivas deste modelo, sendo utilizadas nos EUA (350), México (40), Brasil (12), Peru (2) e Arábia Saudita (l).
No Brasil foram adquiridas pela Estrada de Ferro Araraquara, posteriormente Fepasa. Com a transferência da Fepasa para a RFFSA e sua posteriormente concessão, acabaram tendo como proprietários Ferroban, Brasil Ferrovias e agora ALL. A locomotiva Nº 7007 foi a única GP18 que foi salva do sucateamento, sendo reformada e pintada nas cores da Rumo Logística, sendo a última locomotiva desse modelo em operação atual no Brasil.